# Zone 80
Zone 80 était une radio musicale pop belge créée en 2000.

## Historique
Le 1er novembre 2000 création de Zone 80.
En juin 2008 Zone 80 obtient un réseau pour émettre dans la province de Liège.
Le 6 février 2009 on apprend par le CSA que la station Zone 80 doit arrêter d'émettre, parce qu'elle a un montant minimal de 250 000 € aux fins d'apurement des dettes et de recapitalisation, dettes à l'égard des salariés, etc.
Par conséquent il y aura un nouvel appel à l'offre dans la province de Liège.
Le 10 février 2009 Zone 80 arrête d'émettre.

## Anciennes fréquences
- Amay : 105.2 (jamais mis en service)
- Aywaille : 106.9 (jamais mis en service)
- Hannut : 105.1 (jamais mis en service)
- Huy : 104.1 puis 98.8 puis 96.9 et enfin 105.9
- Liège	: 95.0 puis 100.9
- Malmedy : 92.7
- Spa : 89.7 puis 97.7 et enfin 107.2
- Verviers : 91.9 puis 106.0
- Waremme : 105.8 puis 91.9
- Crisnée : 97.1
- Lincent : 105.4
- Welkenraedt : 105.3 (jamais mis en service)
- Seraing : 107.8 puis 107.6
- Namur : 88.1 (franchise N4 radio)
- Andenne : 106.6 (franchise Fréquence Plus)
- France / Côte d'Azur : 1467 kHz en AM (Programme Zone80 Azur, édité par Zone80 Azur SARL à Cannes (F))

## Slogans
- La radio de la province de Liège
- Classic Hit Radio
- Le meilleur des années 80 à nos jours...